# Noertzange
Noertzange (Luxemburgs: Näerzéng, Duits: Nörtzingen) is een plaats in de gemeente Bettembourg en het kanton Esch-sur-Alzette in Luxemburg.
Noertzange telt 962 inwoners (2001).

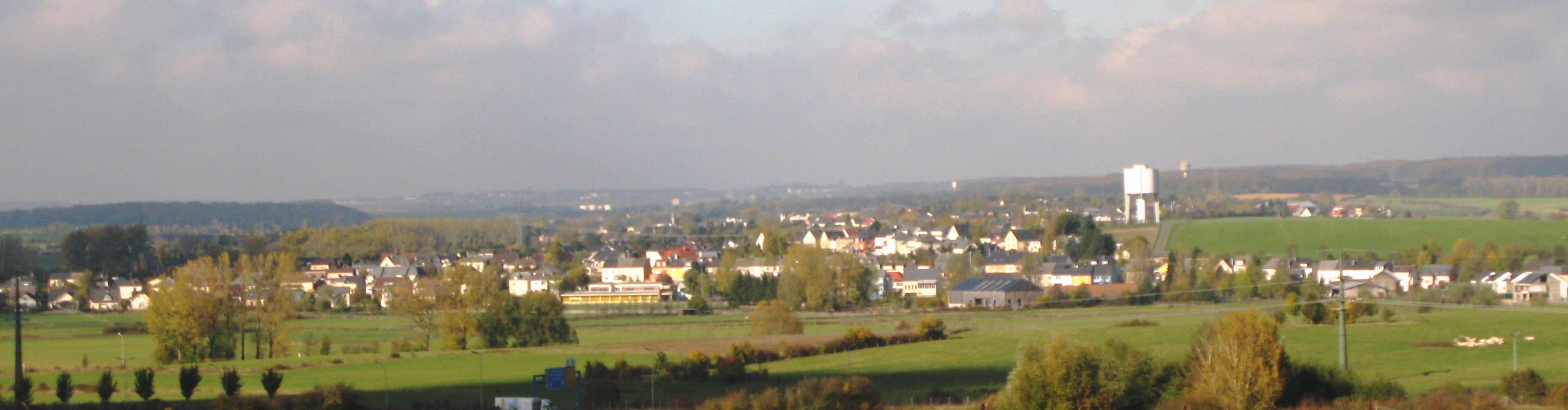
Uitzicht over Noertzange, gezien vanuit Budersberg